# شين فرانكلين
شين فرانكلين (بالإنجليزية: Sean Franklin)‏ (21 مارس 1985 في الولايات المتحدة - ) هو لاعب كرة قدم أمريكي في مركز الدفاع. شارك مع منتخب الولايات المتحدة تحت 20 سنة لكرة القدم ومنتخب الولايات المتحدة لكرة القدم. أما مع النوادي، فقد لعب مع دي.سي. يونايتد ولوس أنجلوس غلاكسي وSan Fernando Valley Quakes ‏.

## وصلات خارجية
- شين فرانكلين على موقع الدوري الأمريكي (الإنجليزية)
- شين فرانكلين على موقع قاعدة بيانات كرة القدم.إي يو (الإنجليزية)
- شين فرانكلين على موقع ناشيونال فوتبول تيمز (الإنجليزية)
- شين فرانكلين على موقع Soccerbase.com (لاعب) (الإنجليزية)
- شين فرانكلين على موقع Soccerway.com (الإنجليزية)
- شين فرانكلين على موقع عالم كرة القدم.نت (الإنجليزية)
- شين فرانكلين على موقع AS.com (الإسبانية)